# S-Bahn St. Gallen
Die S-Bahn St. Gallen ist ein als S-Bahn ausgestaltetes Eisenbahnnetz in der Ostschweiz mit zentralem Knotenpunkt im Bahnhof St. Gallen. Die S-Bahn St. Gallen wurde im Jahr 2001 eingeführt und ist Teil des Ostwind Tarifverbunds (OTV), worin alle Ostschweizer Bus- und Bahngesellschaften zusammengeschlossen sind. Bis Dezember 2013 wurde unter dem Projektnamen S-Bahn St. Gallen 2013 das Angebot erheblich ausgebaut. Hierbei war das Ziel die Verwirklichung des 30-Minuten-Takts an allen grösseren Bahnhöfen im Kanton St. Gallen sowie des 15-Minuten-Takts in der Agglomeration St. Gallen. Analog zur S-Bahn Zürich wurde das Angebot in kleineren Schritten, sogenannten Teilergänzungen, erweitert.

## Liniennetz

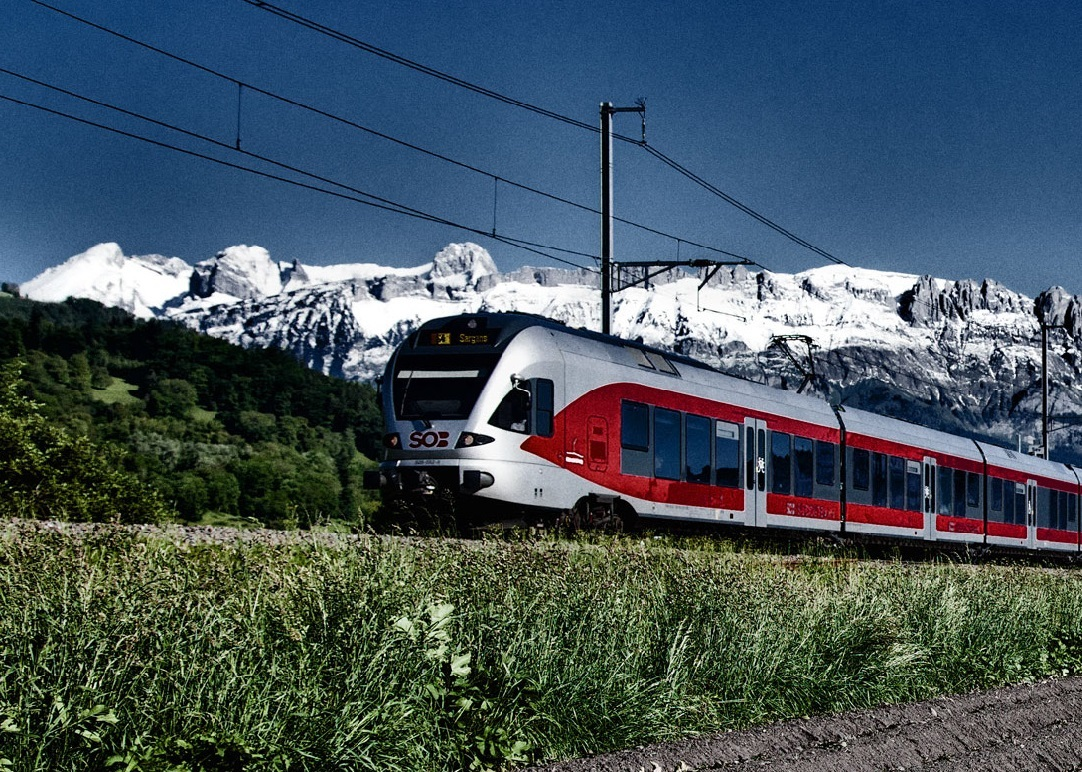
Stadler FLIRT der SOB bei Buchs

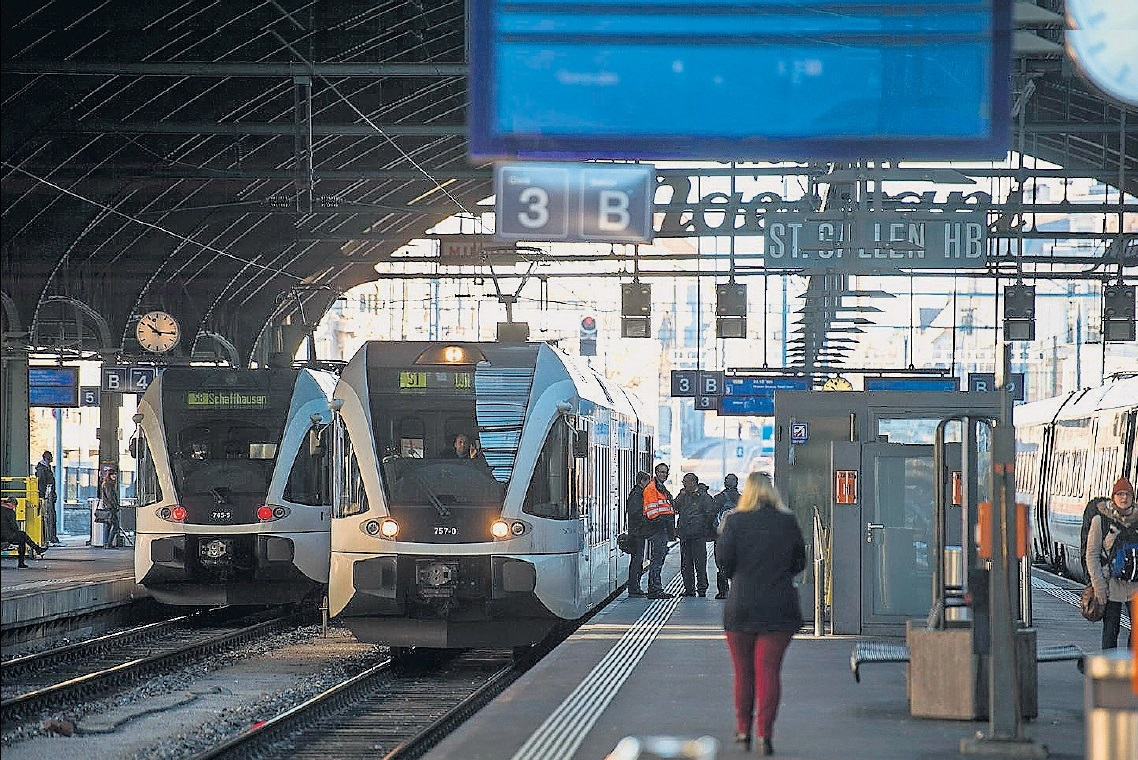
Bahnhof St. Gallen mit damaliger S8 nach Schaffhausen und der S1 nach Wil

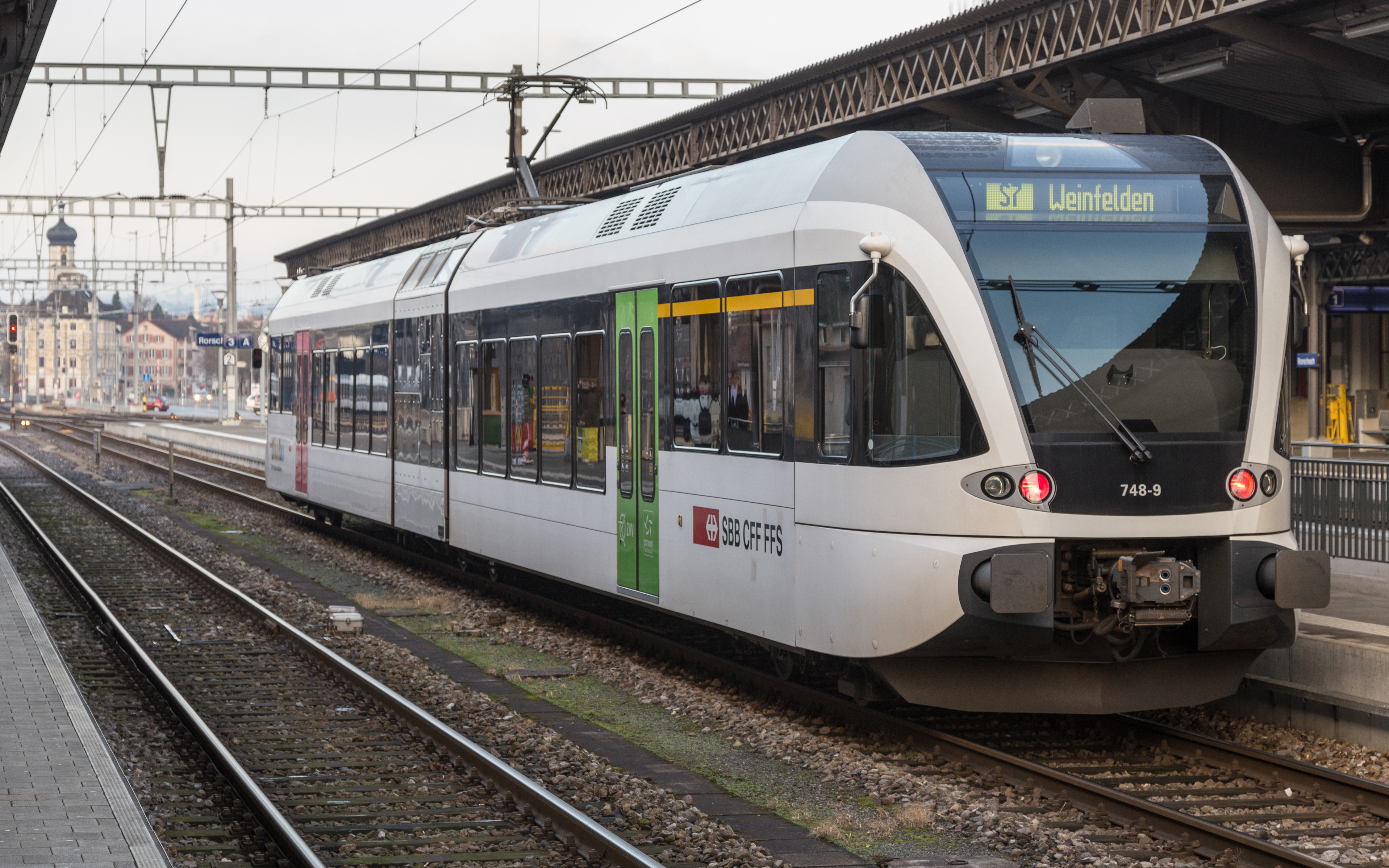
S7 in Rorschach

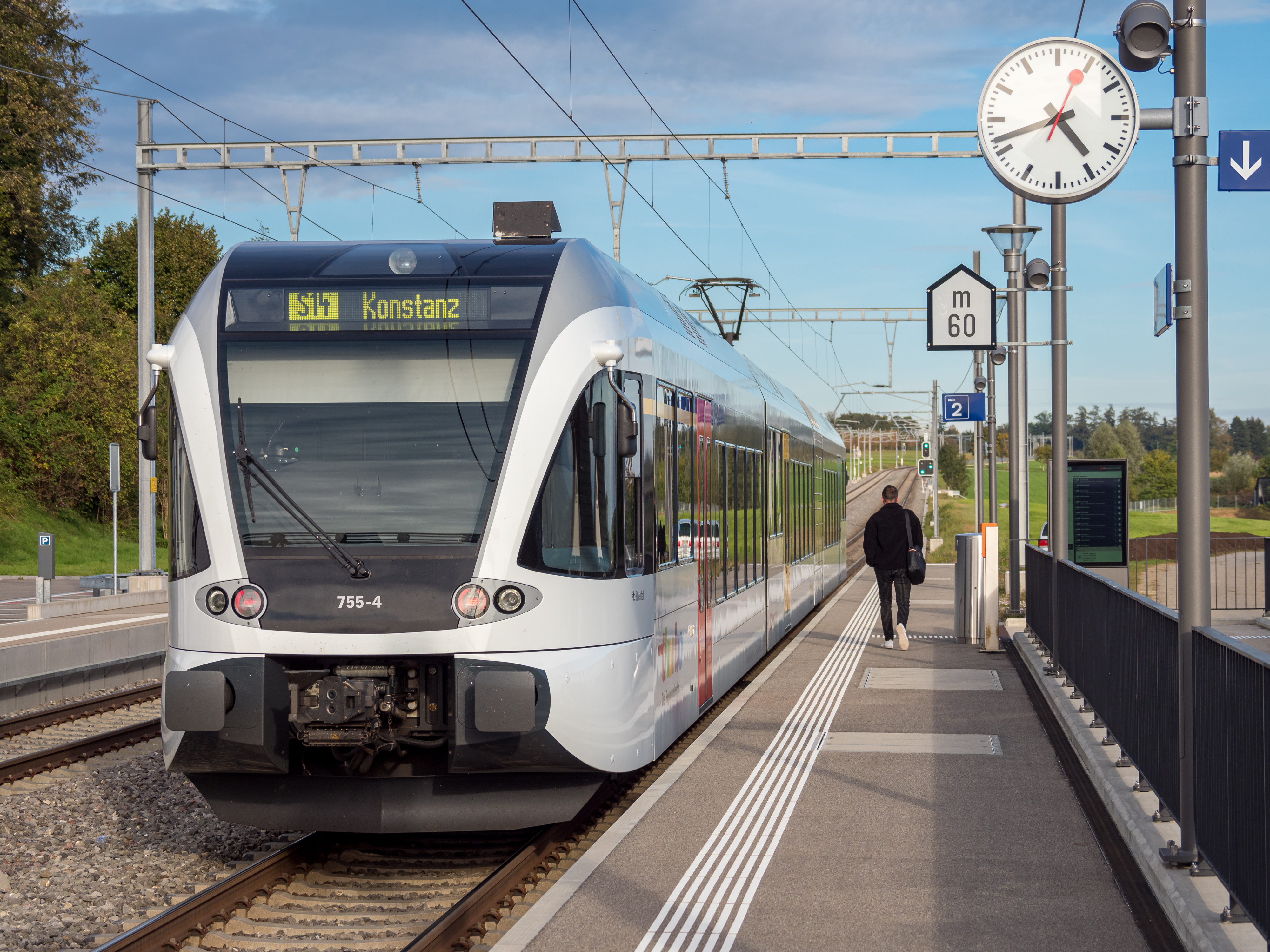
Grenzüberschreitend: S14 nach Konstanz in Kehlhof (Berg TG)

Die 18 Linien in den sieben Ostschweizer Kantonen verbinden die regionalen Zentren mehrheitlich im Halbstundentakt und stellen Anschlüsse auf Linienbusse und Fernverkehr her. Der Ausbau der Infrastruktur ermöglichte eine Erhöhung um rund 30 Prozent des Zugangebots im Kanton St. Gallen. Allerdings konnte ab St. Gallen in Richtung Sargans der exakte Viertelstundentakt mit drei S-Bahnen stündlich bis St. Margrethen und deren zwei bis Altstätten nicht vollständig verwirklicht werden. Auch auf der Achse Herisau – St. Gallen – Wittenbach ist der exakte Viertelstundentakt nur in den Hauptverkehrszeiten mit vier S-Bahnen je Stunde umgesetzt worden. Ausserhalb der Hauptverkehrszeiten verkehren in Richtung Herisau stündlich drei und in Richtung Wittenbach zwei S-Bahnen. Auch zwischen St. Gallen und Gossau wird der fehlende 15-Minuten-Takt kritisiert. Zwar verkehren vier S-Bahn-Züge pro Stunde, doch die S1 Schaffhausen – St. Gallen – Wil und die S5 St. Margrethen – St. Gallen – Weinfelden folgen sich hintereinander. Ein Viertelstundentakt würde ein drittes Gleis zwischen St. Gallen Winkeln und Gossau benötigen, dessen Kosten-Nutzen-Verhältnis der Bund als negativ beurteilt. Im Süden des Kantons konnte im Bereich Altstätten – Uznach der Stundentakt durch einen Halbstundentakt abgelöst werden, was einer Verdoppelung des Angebots entspricht.
Während die meisten Bahnhöfe deutlich besser bedient werden, bedeutet der allgemeine Ausbau für einige kleinere, schlecht frequentierte Bahnhöfe eine Angebotsreduktion. Dies betrifft insbesondere Trübbach, Weite und Räfis-Burgerau zwischen Buchs und Sargans sowie Algetshausen-Henau und Schwarzenbach. Diese Reduktion im Bahnverkehr, die fehlenden Kapazitäten für zusätzliche Züge geschuldet ist, wurde durch eine gezielte Verbesserung im Busverkehr ausgeglichen.
Im überregionalen Verkehr wurde durch den Ausbau des Rheintal-Express St. Gallen – Chur um elf Minuten beschleunigt, da verschiedene kleinere Orte nur noch durch das ausgebaute S-Bahn-Angebot bedient werden. Hierdurch können zusätzlich deutlich bessere Anschlusszeiten an den Fernverkehr in Sargans, Landquart und St. Gallen erzielt werden. Darüber hinaus wurde der Rheintal-Express 2013 bis zur Auflösung 2018 bis nach Wil verlängert, um den überregionalen Verkehr auch auf dieser Strecke auszubauen. Durch eingesparte Halte erfuhr auch der Voralpenexpress St. Gallen – Luzern eine geringe Beschleunigung. Da hier jedoch keine infrastrukturseitige Beschleunigung verwirklicht wurde bleibt der Fahrzeitgewinn mit drei Minuten bescheiden.
Es war geplant, die S3 stündlich bis nach Bregenz zu verlängern. Somit wäre erstmals eine durchgehende Bahnverbindung zwischen St. Gallen und der Vorarlberger Landeshauptstadt entstanden, vom nur im Zweistundentakt fahrenden Eurocity Zürich – München abgesehen. Praktisch konnte mit dem Fahrplan 2014 aber nur ein schlanker Anschluss in St. Margrethen ermöglicht werden. Die tatsächliche Durchbindung sollte mit der Erstellung des Doppelspurabschnitts Goldach – Rorschach Stadt 2018 eingeführt werden, scheiterte jedoch an der fehlenden Zulassung der Thurbo-Züge in Österreich. 2019 signalisierte der Freistaat Bayern, die Kosten der Verlängerung der S-Bahn-Linie S7 Weinfelden – Rorschach über Bregenz nach Lindau zu übernehmen. Die S7 soll zweistündlich zwischen Rorschach und Lindau im Wechsel mit dem Eurocity Zürich – München verkehren. Seit dem Fahrplanwechsel am 12. Dezember 2021 werden an Wochenenden im Zweistundentakt acht Zugpaare der Linie S7 über St. Margrethen und Bregenz bis Lindau-Reutin durchgebunden. Die Planungen sehen vor, ab 2023 dieses Angebot auf einen täglichen Betrieb auszuweiten.
Seit dem Fahrplanwechsel 2022 ist die S1 Wil – St. Gallen mit der früheren S8 nach Schaffhausen durchgebunden. Gleichzeitig entstand die Durchmesserlinie S5 mit der Durchbindung der S5 Weinfelden – St. Gallen und der S3 St. Gallen – St. Margrethen.

### Liniennetzplan seit Fahrplanwechsel 2013
| S-Bahn-Linien 2024 | S-Bahn-Linien 2024                                                                                | S-Bahn-Linien 2024 |
| ------------------ | ------------------------------------------------------------------------------------------------- | ------------------ |
| S 1                | Wil – Gossau SG – St. Gallen – Romanshorn – Kreuzlingen – Schaffhausen                            | Thurbo             |
| S 2                | Nesslau-Neu St. Johann – Herisau – St. Gallen – Rorschach – St. Margrethen – Altstätten           | Thurbo             |
| S 4                | Rapperswil – Uznach – Wattwil – Herisau – St. Gallen – Rorschach – St. Margrethen – Sargans (SOB) | SOB                |
| S 5                | Weinfelden – Sulgen – Gossau SG – St. Gallen – Rorschach – St. Margrethen                         | Thurbo             |
| S 6                | Rapperswil – Ziegelbrücke – Glarus – Schwanden (– Linthal)                                        | SOB                |
| S 7                | Weinfelden – Sulgen – Romanshorn – Rorschach (– St. Margrethen – Bregenz – Lindau-Reutin)         | Thurbo             |
| S 9                | Wil – Wattwil                                                                                     | Thurbo             |
| S 10               | Wil – Weinfelden – Sulgen – Romanshorn                                                            | Thurbo             |
| S 12               | Sargans – Chur                                                                                    | Thurbo             |
| S 14               | Weinfelden – Kreuzlingen – Konstanz                                                               | Thurbo             |
| S 15               | Wil – Wängi – Frauenfeld                                                                          | FWB                |
| S 17               | Sargans – Ziegelbrücke – Uznach – Rapperswil                                                      | SOB                |
| S 20               | Appenzell – Gais – Teufen – St. Gallen – Trogen                                                   | AB                 |
| S 21               | Appenzell – Gais – Teufen – St. Gallen – Trogen                                                   | AB                 |
| S 22               | Teufen – St. Gallen – Trogen                                                                      | AB                 |
| S 23               | Gossau SG – Herisau – Urnäsch – Appenzell – Wasserauen                                            | AB                 |
| S 24               | Altstätten Stadt – Gais                                                                           | AB                 |
| S 25               | Rorschach Hafen – Rorschach – Heiden                                                              | AB                 |
| S 26               | Rheineck – Walzenhausen                                                                           | AB                 |
| S 44               | Weinfelden – Kreuzlingen – Konstanz                                                               | Thurbo             |
| S 81               | St. Gallen – Herisau                                                                              | Thurbo             |
| S 82               | St. Gallen – Wittenbach                                                                           | Thurbo             |

| S-Bahnlinien vor 2022 | S-Bahnlinien vor 2022                                | S-Bahnlinien vor 2022 |
| --------------------- | ---------------------------------------------------- | --------------------- |
| S 3                   | St. Gallen – Rorschach – St. Margrethen              | Thurbo                |
| S 8                   | St. Gallen – Romanshorn – Kreuzlingen – Schaffhausen | Thurbo                |
| S 11                  | St. Gallen – Gossau SG – Wil                         | Thurbo                |
| S 55                  | Weinfelden – Sulgen – Gossau SG – St. Gallen         | Thurbo                |

| RegioExpress im S-Bahn-Netz                                                        | RegioExpress im S-Bahn-Netz                                                                             | RegioExpress im S-Bahn-Netz |
| ---------------------------------------------------------------------------------- | --- | --------------------------- |
| RE 1                                                                               | Herisau – St. Gallen – Romanshorn – Kreuzlingen Hafen – Konstanz                                        | Thurbo                      |
| RE                                                                                 | St. Gallen – Rorschach – Buchs SG – Sargans                                                             | Thurbo                      |
| RE                                                                                 | Zürich – Winterthur – Wil – Gossau SG – St. Gallen                                                      | Thurbo                      |
| REX                                                                                | historisch: Wil SG – St. Gallen – Rorschach – Sargans – Chur                                            | SBB                         |
| Sonstige Bahnlinien im S-Bahnnetz                                                  | |                             |
| VAE                                                                                | · St. Gallen ‒ Herisau ‒ Wattwil ‒ Rapperswil ‒ Pfäffikon SZ ‒ Arth-Goldau ‒ Küssnacht am Rigi ‒ Luzern | SOB                         |
| Fernverkehr                                                                        | 75 · (Winterthur –) Weinfelden – Konstanz                                                               | SBB                         |
| Fernverkehr                                                                        | 8 · (Winterthur –) Weinfelden – Romanshorn                                                              | SBB                         |
| Fernverkehr                                                                        | 1 5 historisch:37 · (Winterthur –) Wil – St. Gallen – St. Margrethen (–Bregenz)                         | SBB                         |
| Fernverkehr                                                                        | 13 · (Winterthur –) Wil – St. Gallen – St. Margrethen – Chur                                            | SBB                         |
| Fernverkehr                                                                        | 3 · (Zürich –) Ziegelbrücke – Sargans – Chur/Buchs SG (– Feldkirch)                                     | SBB ÖBB                     |
| S-Bahn Zürich                                                                      | S 25 Zürich HB – Pfäffikon SZ – Ziegelbrücke – Glarus – Linthal                                         | SBB                         |
| March-Shuttle                                                                      | S 27 Siebnen-Wangen – Ziegelbrücke                                                                      | SOB                         |
| Anmerkungen                                                                        | |                             |
| 1. 2. 3. 4. 5. 6. 7. 8. 9. 10. 11. 12. 13. 14. 15. 16. 17. 18. 19. 20. 21. 22. 23. | |                             |

## Rollmaterial

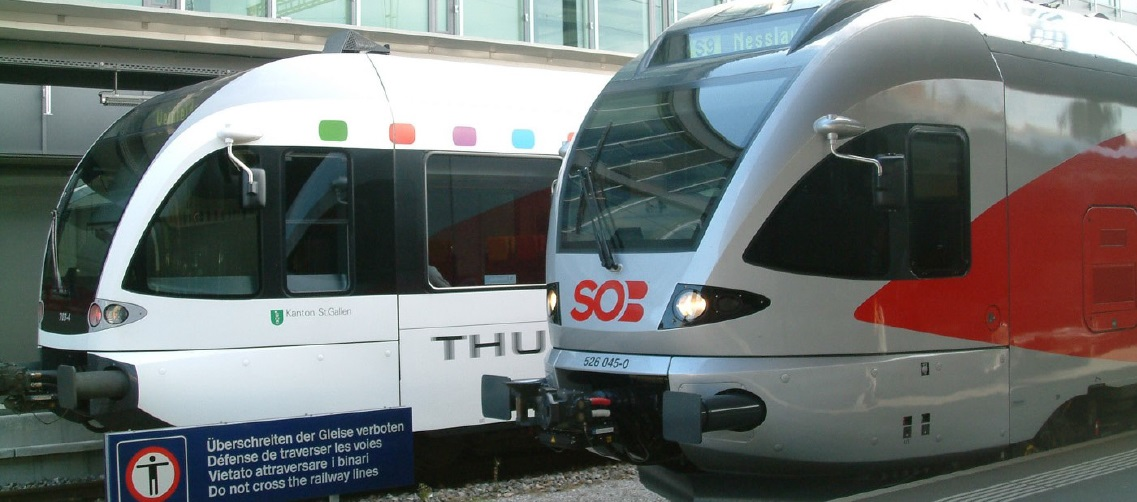
Auf dem Normalspurnetz der S-Bahn St. Gallen kommen Thurbo-GTW und Flirt der Südostbahn zum Einsatz.

Das Wachstum des Bahnangebots von rund 30 Prozent wurde durch einen effizienteren Rollmaterialeinsatz mit einem signifikant tieferen Wachstum des Rollmaterialbestandes getragen. Beispielsweise wurde aufgrund der Fahrzeitverkürzung die Verlängerung des Rheintal-Express nach Wil lediglich zu Lasten von Standzeiten, also ohne zusätzliches Rollmaterial, umgesetzt. Auch die Verkürzung des Voralpen-Express, der seither in St. Gallen statt in Romanshorn endet, ermöglicht einen effizienteren Einsatz des Rollmaterials. Diese Strecke wird seit Fahrplanwechsel 2015 durch Regioexpressverbindung St. Gallen – Romanshorn – Konstanz bedient.
Neues Rollmaterial wurde insbesondere für die damals neue Ringlinie S4 benötigt, die mit Stadler Flirt der SOB befahren wird, sowie für den Rheintal-Express, für den Stadler Dosto eingesetzt werden. Da auch bei der Neubeschaffung auf grösstmögliche Effizienz geachtet wird, wurde mit der S-Bahn Zürich, die bereits seit Ende 2011 Stadler Dosto einsetzt, für diesen Typ eine gemeinsame Fahrzeugreserve eingeführt. Durch die Maximierung des Zugangebots bei möglichst geringen Infrastrukturinvestitionen kombiniert mit der grösstmöglichen Effizienz konnten die Kosten je Zugkilometer von rund Fr. 16.50 auf rund Fr. 13.50 gesenkt werden.

## Geschichte

### Einführung der S-Bahn St. Gallen

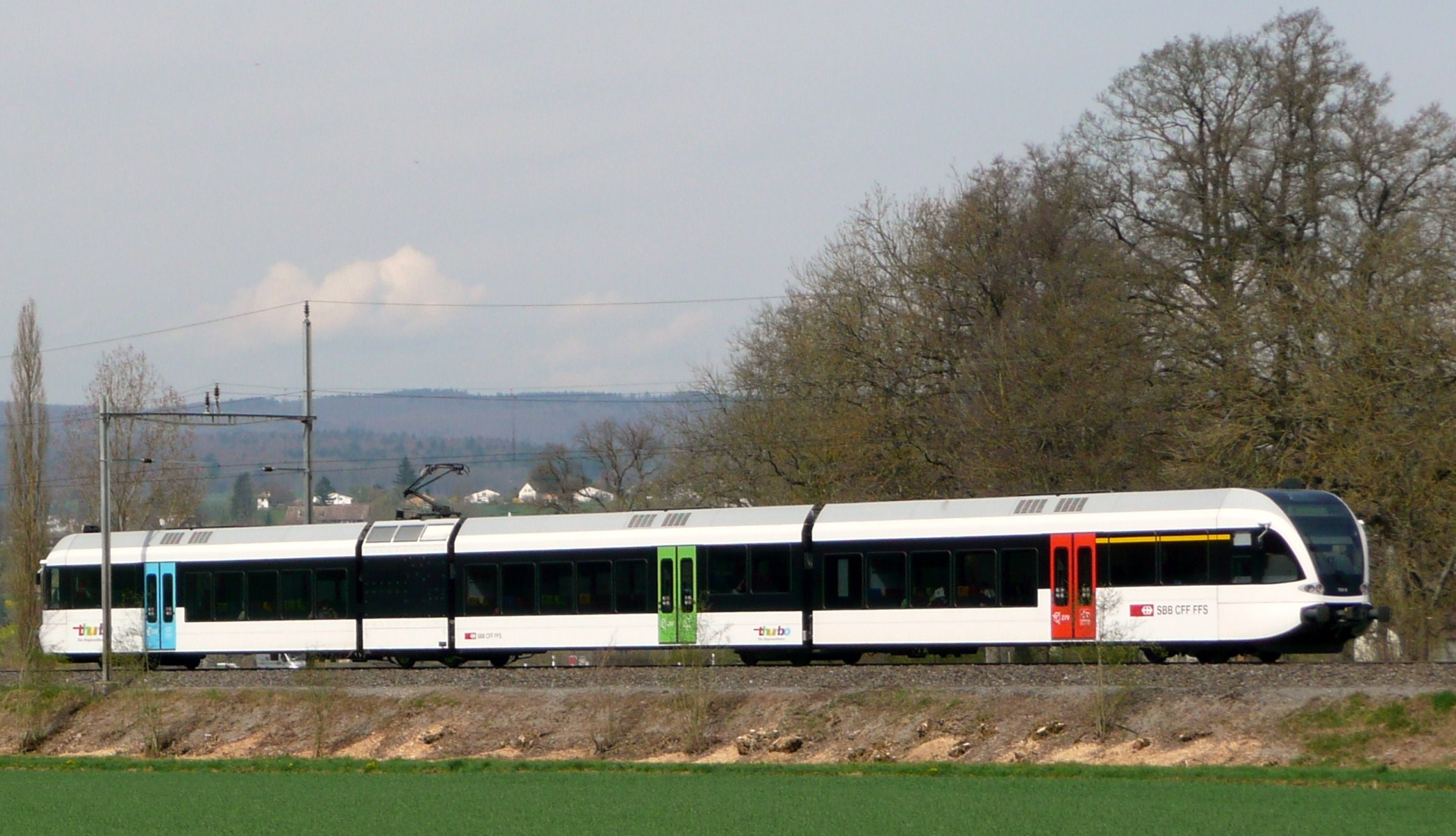
Stadler GTW von Thurbo zwischen Schwarzenbach und Algetshausen-Henau

Der Begriff S-Bahn St. Gallen wurde 2001 hauptsächlich zu Marketingzwecken eingeführt und brachte nur wenige Verbesserungen. So wurden das vorhandene Rollmaterial wie auch die Strecken übernommen. Als einzige Infrastrukturmassnahme wurde der neue Halt Rorschach Stadt eingeführt. Fahrplanseitig konnte eine Verdichtung des Angebots im Bereich St. Gallen Haggen – Heerbrugg erreicht werden. Insgesamt wurde so im Bahnverkehr zwischen dem Rheintal und der Stadt St. Gallen ein Wachstum der Passagierzahlen um 40 Prozent erzielt.
Die einzelnen Strecken und deren Betrieb verteilen sich auf die vier Unternehmen Schweizerische Bundesbahnen (SBB), Südostbahn (SOB), Thurbo und Appenzeller Bahnen (AB), wobei Thurbo ein 90-prozentiges Tochterunternehmen der SBB ist. Bei der Gründung der S-Bahn St. Gallen waren mit der Trogenerbahn (TB), die heute Teil der AB ist, fünf Unternehmen beteiligt. Alle vier beteiligten Bahnunternehmen sind mehrheitlich im Eigentum verschiedener staatlicher Institutionen.
Seit 2003 werden auf der S5 moderne Gelenktriebwagen des Typs Stadler GTW eingesetzt. Diese Triebwagen sind nach und nach auch auf den anderen Thurbo-Linien eingeführt worden. Seit Sommer 2007 setzt die SOB auf der S4 die neubeschafften Stadler FLIRT ein.
Im Jahr 2006 wurde die S9 auf der Teilstrecke Wil – Wattwil auf einen Halbstundentakt verdichtet, und im Jahr 2008 erfolgte an der Seelinie mit der Inbetriebnahme der zwei neuen Haltestellen Arbon Seemoosriet und Steinach ein weiterer moderater Ausbau. Mit diesem im Jahr 2008 erreichten Angebotsstand war ein weiterer Ausbau ohne signifikante Investitionen in die Infrastruktur praktisch nicht mehr möglich.

### Liniennetzplan bis 2013
| Linie | Strecke                                                                |
| ----- | ---------------------------------------------------------------------- |
| S 1   | Wil–St. Gallen–Heerbrugg–Altstätten (Thurbo)                           |
| S 2   | Herisau–St. Gallen–Heerbrugg (Thurbo)                                  |
| S 3   | St. Gallen Haggen–St. Gallen–Romanshorn–Kreuzlingen–Schaffhausen (SBB) |
| S 4   | St. Gallen–Herisau–Wattwil–Uznach (SOB)                                |
| S 5   | St. Gallen–Bischofszell–Weinfelden (Thurbo)                            |
| S 6   | St. Gallen–St. Gallen Haggen (SOB)                                     |
| S 7   | Rorschach–Romanshorn–Weinfelden (Thurbo)                               |

| Linie | Strecke                                                                                      |
| ----- | -------------------------------------------------------------------------------------------- |
| S 8   | Kreuzlingen–Romanshorn–Rorschach, im Fahrplanjahr 2008 nach Schaffhausen verlängert (Thurbo) |
| S 9   | Wil–Wattwil–Nesslau-Neu St. Johann (Thurbo)                                                  |
| S 11  | St. Gallen–Gais–Appenzell (AB)                                                               |
| S 12  | St. Gallen–Speicher–Trogen (TB)                                                              |

Die S9 verkehrte auf der Teilstrecke Wil – Wattwil halbstündlich und die S11 und die S12 halbstündlich oder öfter. Alle anderen Linien fuhren im Stundentakt.

### Projekt S-Bahn 2013
Am 9. November 2007 unterzeichnete der Kanton St. Gallen mit den Bahnunternehmen SBB, SOB und Thurbo eine Absichtserklärung, die sich als Ziel setzte, die S-Bahn St. Gallen bis 2013 stark zu erweitern. Zwischen 2005 und 2007 wurde unter dem Vorsitz des Kantons St. Gallen ein Plan für die Weiterentwicklung der S-Bahn erstellt. Ziel des Ausbaus war die Verwirklichung des Halbstundentakts im Regionalverkehr für alle grösseren Bahnhöfe im Kanton sowie die Verwirklichung des Viertelstundentakts für die Agglomeration St. Gallen.

#### Infrastrukturmassnahmen
| Projekt     | Abschnitt                   | Kosten      | Träger |
| ----------- | --------------------------- | ----------- | ------ |
| HGV-A       | St. Gallen – St. Margrethen | 80 Mio. Fr. | Bund   |
| HGV-A       | St. Margrethen – Sargans    | 70 Mio. Fr. | Bund   |
| S-Bahn 2013 | S-Bahn 2013                 | 30 Mio. Fr. | Bund   |
| S-Bahn 2013 | S-Bahn 2013                 | 50 Mio. Fr. | Kanton |

Dieses Vorhaben setzte eine zeitgerechte Umsetzung von gesamtschweizerischen, durch den Bund finanzierter SBB-Projekte voraus. Insbesondere die sich derzeit im Bau befindlichen HGV-A-Projekte sind von immanenter Bedeutung für die S-Bahn St. Gallen 2013. Namentlich mussten im Korridor St. Gallen – St. Margrethen der durchgehende Doppelspurausbau und im Korridor St. Margrethen – Sargans der Ausbau der Publikumsanlagen in Altstätten, Au und Sargans, die Massnahmen zur Erhöhung der Fahrgeschwindigkeit im Bereich Neugrüt – Rüthi sowie der Bau einer Kreuzungsstelle im Bahnhof Au zwecks Kapazitätserhöhung bis 2013 fertiggestellt sein. Eine Sonderstellung nahm schliesslich der Neubau der sogenannten Spange SOB, eine 300 m lange Verbindungslinie zwischen der Strecke St. Gallen – St. Margrethen und St. Gallen – Romanshorn, ein: Sie wurde im Rahmen von HGV-A durch die SBB errichtet, danach aber an die SOB übergeben. Ein kleiner Teil der notwendigen Investitionen sind auch in der ZEB-Planung enthalten. Hier ist insbesondere der Ausbau der Publikumsanlagen in Salez-Sennwald zu nennen.
Hinzu kommen verschiedene Infrastrukturmassnahmen im Rahmen des eigentlichen S-Bahn-Projekts selbst. Entsprechend der bisherigen schweizerischen Praxis müssen Eisenbahnprojekte von rein lokaler respektive regionaler Bedeutung hauptsächlich von den betroffenen Kantonen getragen werden. Von den gesamten Projektkosten von rund 80 Millionen Franken wurden deshalb mit 50 Millionen der Grossteil vom Kanton St. Gallen bezahlt und auch der Bundesbeitrag von 30 Millionen Franken wurde vom Kanton vorfinanziert. Am 26. September 2010 fand über den Kantonsbeitrag – der Kantonsratsbeschluss unterstand dem obligatorischen Finanzreferendum – eine Volksabstimmung statt, wobei die Bevölkerung mit 80,8 Prozent den Ausbau der S-Bahn klar genehmigte.
Konkret wurden im Rahmen des S-Bahn-Ausbaus im Netz der SBB folgende Verbesserungen der Infrastruktur umgesetzt:
- Der Bahnhof St. Gallen wurde ab 2012 auf dem Gelände bestehender Abstellgleise mit einem neuen vierten Perron mit einem zusätzlichen durchgehenden und einem zusätzlichen Kopfgleise auf insgesamt sechs Durchgangsgleise und ein Kopfgleis erweitert.
- Auf der Bahnstrecke St. Gallen–Winterthur wurden im Teilbereich Gossau – Schwarzenbach SG durch neue Signale und Signalsteuerung die Zugfolgezeiten verkürzt.
- Die Bahnhöfe Rebstein-Marbach, Oberriet und Rüthi erhielten jeweils ein neues Perron von 170 m Länge und einer Kantenhöhe von 55 cm.
- An den Bahnhöfen Rebstein-Marbach und Oberriet wurde zudem jeweils ein 500 m langes Gleis erstellt, um das Kreuzen mit Güterzügen zu ermöglichen.
- Am Bahnhof Sevelen wurde neben einigen kleineren Umbauten der 220 m lange Hauptperron auf einer Länge von 170 m für barrierefreies Einsteigen auf eine Kantenhöhe von 55 cm erhöht.
- Am Bahnhof Uznach wurde der bestehende Hauptperron auf 270 m verlängert sowie einige weitere kleinere Umbauten vorgenommen.

Weitere Infrastrukturmassnahmen wurden im Rahmen des S-Bahn-Ausbaus ausserdem im Netz der SOB durchgeführt:
- Auf der Strecke Herisau – Wattwil wurde zwischen dem Ergeten- und dem Weissenbach-Viadukt eine zwei Kilometer lange Strecke zur Kapazitätssteigerung auf Doppelspur ausgebaut. Teil desselben Projekts ist der Bau eines neuen Stellwerks und der Umbau der Publikumsanlagen im Bahnhof Schachen.[2]
- Der Bahnhof Roggwil-Berg wurde zwecks Kapazitätssteigerung zu einer vollständigen Kreuzungsstelle ausgebaut. Zudem wurden die Publikumsanlagen modernisiert und ein elektronisches Stellwerk anstelle des bestehenden errichtet.[24]

### Teilergänzungen ab 2016

#### Regionalverkehr
Analog dem schrittweisen Ausbau der 1990 eingeführten S-Bahn Zürich in sogenannten Teilergänzungen wurde auch die S-Bahn St. Gallen weiterentwickelt. Eine erste Teilergänzung wurde im Zeitraum 2016 bis 2020 vorgenommen.

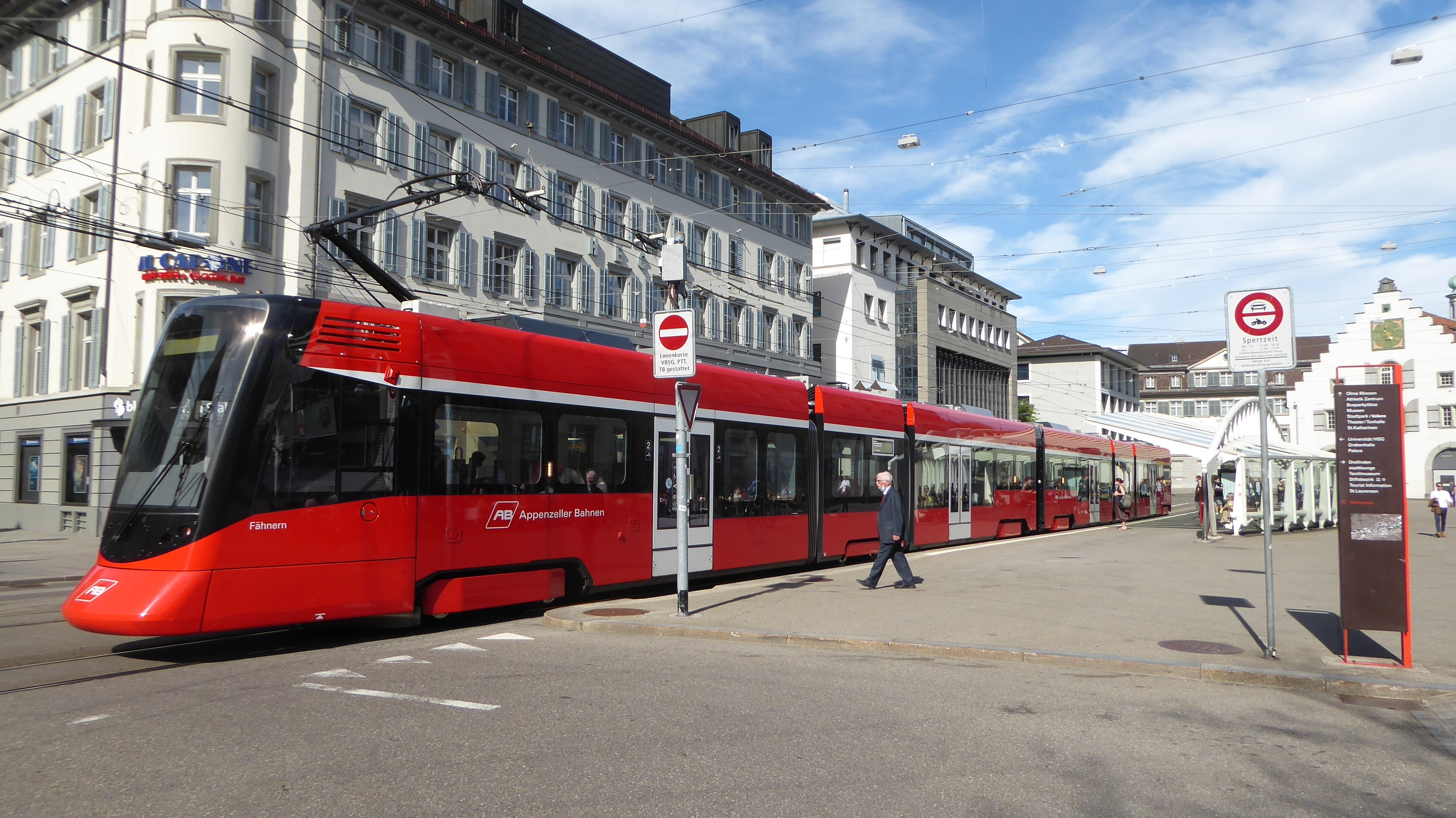
Nach Trogen fahrender „Tango“ der Appenzeller Bahnen auf dem Marktplatz in St. Gallen.

Keine Verbesserungen brachte die S-Bahn 2013 für die Appenzeller Bahnen, deren Linien S21 St. Gallen – Teufen – Appenzell und S22 St. Gallen – Speicher – Trogen ebenfalls Teil der S-Bahn St. Gallen sind. Um die teilweise hohen Steigungen in das Appenzellerland zu überwinden, wurde beim Bau der Linie nach Appenzell an vielen Stellen auf Zahnradtechnik gesetzt, was Geschwindigkeit und Fahrzeugauswahl erheblich einschränkte. Diese wurden zunehmend in normale Adhäsionsstrecken umgebaut, sodass sich zuletzt nur noch ein Zahnstangenteilstück zwischen St. Gallen und Teufen blieb. Das wurde im Rahmen des Projekts Durchmesserlinie Appenzellerbahnen durch den 725 m langen Ruckhaldetunnel ersetzt. Damit wurde zusammen mit einigen Umbauten am Bahnhof St. Gallen sowie der Vereinheitlichung der Fahrleitungsspannung auf beiden Strecken eine Durchbindung der Linien nach Appenzell und Trogen ermöglicht. Die Finanzierung von 90 Millionen Franken wurde bis April 2014 von allen Beteiligten genehmigt. Das neue Rollmaterial, Stadler Tango, kostete weitere 60 Millionen Franken. Baubeginn war im April 2016, 2018 konnte die Durchmesserlinie S21 dem Betrieb übergeben werden.
Mit dem Fahrplanwechsel im Dezember 2015 wurde eine Regioexpressverbindung St. Gallen – Romanshorn – Kreuzlingen Hafen – Konstanz eingeführt, die zweistündlich die Fahrzeit um circa 40 Prozent auf 33 Minuten verkürzte. Seit 2018 verkehrt diese Verbindung im Stundentakt. Die Finanzierung erfolgte über das HGV-A Projekt. Indirekt wurde hiermit auch die weggefallene VAE-Verbindung nach Romanshorn ersetzt.

#### Fernverkehr
Auch im Fernverkehr nahmen die SBB weitere Verbesserungen vor. Im Dezember 2015 wurde St. Gallen zum Vollknoten. Hierfür wurde unter anderem die Fahrlage der bestehenden IC und ICN nach Zürich angepasst, der EC nach München in die nationalen Fahrlagen integriert sowie ein weiterer, beschleunigter Zug nach Zürich angeboten, der den Streckenabschnitt St. Gallen – Winterthur ohne Halt bedient. Seit 2019 verkehren stündlich vier Fernverkehrszüge zwischen Zürich und St. Gallen. Voraussetzung dieses Angebotsausbau waren zusätzliche Kapazitäten auf der vollkommen ausgelasteten Strecke Zürich – Winterthur. Für die Erweiterung 2015 sind hier insbesondere die Durchmesserlinie in Zürich und die Überwerfung Hürlistein, für die Erweiterung 2018 das vierte Gleis Hürlistein – Effretikon und die Doppelspur Kloten-Dorfnest zu nennen.
Damit der Interregio St. Gallen – Chur, früher als Rheintal-Express (REX) bezeichnet, ab 2024 im Halbstundentakt verkehren kann, werden zwischen Sevelen und Buchs, in Buchs Nord sowie zwischen Oberriet und Oberriet Nord Doppelspurausbauten vorgenommen. Zudem werden die ehemaligen Haltepunkte Räfis-Burgerau, Weite und Trübbach wiederhergestellt.

### Zukünftige Entwicklung und Verhältnis zu sonstigen Bahnprojekten
Bis 2016 sollte zwischen Buchs in der Schweiz und Feldkirch in Österreich via Schaan in Liechtenstein die trinationale S-Bahn Liechtenstein realisiert werden. Zunächst wurden sich Liechtenstein und Österreich nicht über die Finanzierung einig. Am 30. August 2020 verweigerte dann die Liechtensteiner Bevölkerung in einer Volksabstimmung den Kredit für das Projekt, sodass die Finanzierung und die Umsetzung wieder offen sind.
Bis zum Fahrplanjahr 2024 soll zwischen Uznach und Schmerikon die Bahnstrecke doppelspurig ausgebaut werden, was die Beschleunigung des Voralpen-Express St. Gallen–Rapperswil, die Verlängerung der S4 nach Rapperswil und den Halbstundentakt zwischen Ziegelbrücke und Rapperswil ermöglicht. Ein Jahr später werden Infrastrukturausbauten eine zweite stündliche Schnellverbindung St. Gallen–Sargans und einen Halt der S-Bahn in Trübbach ermöglichen.

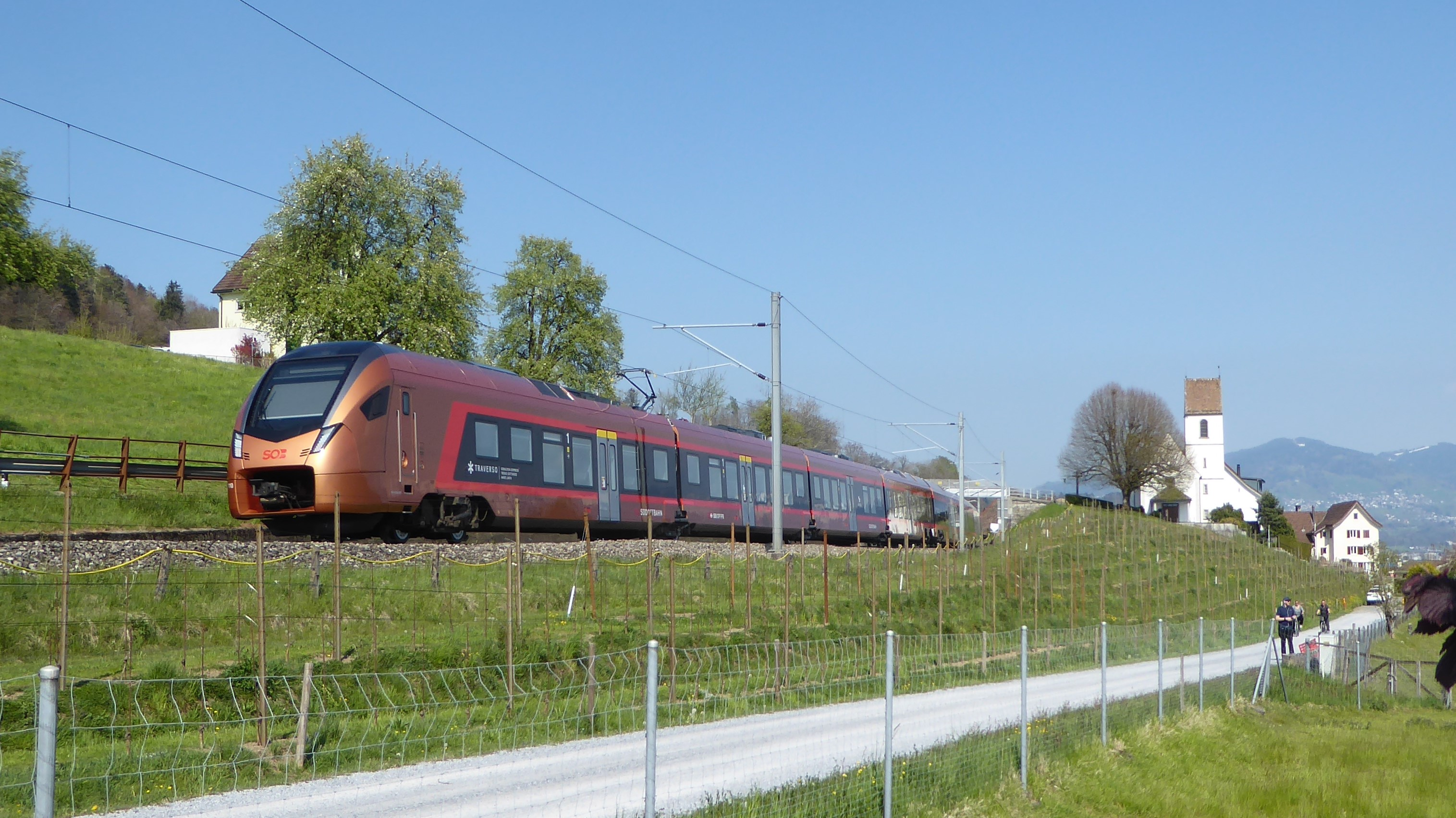
Der Kanton St. Gallen möchte den Voralpen-Express (hier kurz vor Rapperswil) längerfristig im Halbstundentakt verkehren lassen.

Gemäss dem Agglomerationsplan der Agglomeration St. Gallen – Arbon/Rorschach soll ergänzend der S-Bahn eine sogenannte Stadtbahn Nord errichtet werden, welche von St. Gallen-Winkeln nach St. Gallen-Neudorf führen würde. Stationsabstände und Geschwindigkeit sollen höher als bei den bestehenden Trolleybuslinien, aber geringer als bei der S-Bahn sein. Eine Realisierung ist erst nach 2024 vorgesehen. Die Kosten werden auf 300 bis 400 Millionen Franken geschätzt.
Im Fernverkehr plant der Kanton St. Gallen, den Interregio IR13 Wil – St. Gallen – Sargans – Chur mittelfristig in eine Fernverkehrskonzession zu überführen, was aber aufgrund der Kostendeckungserfordnis im Fernverkehr erst möglich ist, wenn sich die Wirtschaftlichkeit entsprechend verbessert. Ebenso ist geplant, sowohl den Voralpen-Express als auch den IR13 langfristig im Halbstundentakt zu führen.